# 8556 Jana
8556 Jana (1995 NB) là một tiểu hành tinh vành đai chính được phát hiện ngày 7 tháng 7 năm 1995 bởi Z. Moravec ở Klet.